# Richard Arkwright
Sir Richard Arkwright (Preston, 23 de dezembro de 1732 — Cromford, Derbyshire, 3 de agosto de 1792) foi um inventor e fabricante inglês.
Sir Richard Arkwright destacou-se pela invenção de uma máquina de fiar hidráulica através da qual a fibra do algodão se transformava em fio, a Water Frame (1769). Em 1771, Arkwright iniciou o processo fabril ao instalar uma fábrica de grandes dimensões em Cromford, Debyshire, acionando a sua máquina através da força-motriz de uma corrente de água que acionava as pás de uma roda. Este complexo fabril permitiu a fabricação massiva de algodão e foi uma das precursoras da Revolução Industrial na Grã-Bretanha, sendo considerado o berço do sistema fabril moderno.
Atualmente, o complexo fabril de Arkwright é conhecido como Cromford Mill e é reconhecido como Patrimônio Mundial da UNESCO.

### A máquina precursora
Antes do surgimento da Water Frame em 1769, um inglês chamado James Hargreaves havia criado a Spinning Jenny em 1764, uma máquina de fiar de 8 fusos. Entretanto, a Spinning Jenny produzia fios grosseiros e pouco resistentes, o que não era desejável para a indústria da tecelagem. Foi inspirado na Spinning Jenny que Arkwright criou a Water Frame, que produzia fios mais finos e resistentes, além de ser mais produtiva.